# Honest Thieves
Honest Thieves est un film américain réalisé par Harry C. Mathews, sorti en 1917.

## Fiche technique
- Titre original : Honest Thieves
- Réalisation : Harry C. Mathews
- Photographie : Edgar E. Blackwell
- Production : Mack Sennett
- Société de production : Keystone
- Société de distribution : Keystone
- Pays d’origine :  États-Unis
- Langue originale : anglais
- Format : noir et blanc — 35 mm — 1,37:1 — Film muet
- Genre : Comédie
- Durée : une bobine (300 m)
- Date de sortie :
  - États-Unis : 12 janvier 1917

## Distribution
- Harry Depp
- Maude Wayne
- William Colvin
- David Porter
- Mai Wells
- Sylvia Ashton
- Dorothy Hagan
- Charles Webber
- Billy Engle
- Patrick Kelly
- Jess Weldon
- Eddy Chandler
- Earle Rodney
- Joe Murphy